# Siegfried Kessler (Musiker)

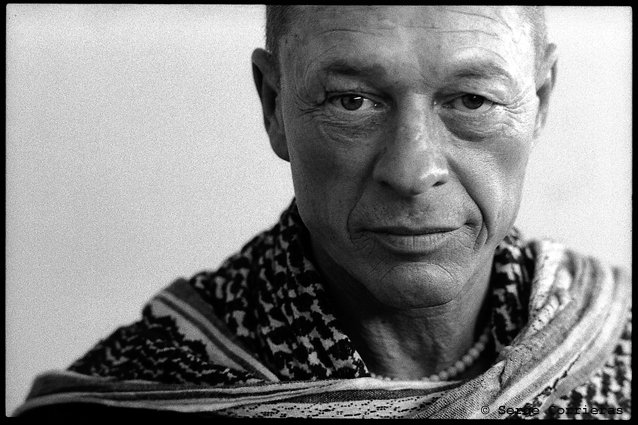
Siegfried „Siggi“ Kessler (1987)

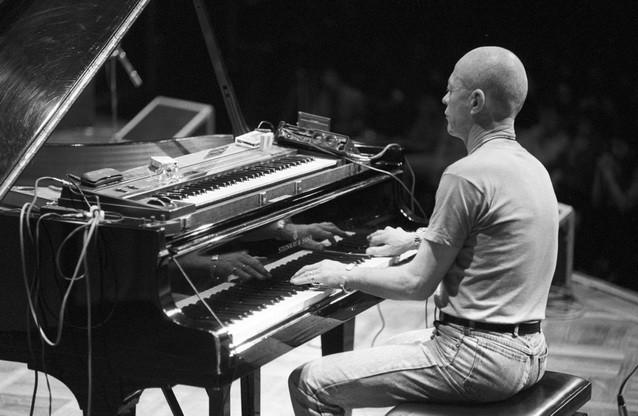
Siegfried Kessler auf dem Jazzfestival St. Ingbert (1990)

Siegfried „Siggi“ Kessler (* 5. Februar 1935  in Saarbrücken; † 22. Januar 2007 in La Grande Motte) war ein deutschstämmiger französischer Pianist und Komponist des Modern Jazz, der gelegentlich auch als Klarinettist und Flötist hervorgetreten ist.

## Leben und Wirken
Kessler begann mit vier Jahren Klavier zu lernen. Nach dem Tod seines Vaters und der Internierung seiner Mutter kam er mit elf Jahren in ein Waisenhaus, wo er weiter klassischen Klavierunterricht an der Musikschule erhielt. Neben Klavier erhielt er auch Unterricht in Querflöte, Komposition, Arrangement und Percussion. Zuerst trat er mit klassischem Repertoire auf (Bach, Poulenc, Chopin, Ravel). Nachdem er Stan Kenton („City of Jazz“) auf Platten gehört hatte, erwachte sein Interesse für Jazz; er konzertierte unter anderem mit Fritz Maldener. Nach der Wiedereingliederung des Saarlandes 1957 in die Bundesrepublik wechselte er nach Frankreich. 1957 tourte er mit dem niederländischen Saxophonisten Gijs Hendriks in den Niederlanden und Skandinavien. 1967 ließ er sich in Paris nieder, wo er mit Michel Roques im Blue Note spielte. Im Chat qui peche begleitete er u. a. Dexter Gordon, Slide Hampton, Joe Henderson, Nathan Davis und Ted Curson. 1969 gründete er das Quartett „Perceptons“, mit dem Bassisten Didier Levallet, dem Saxophonisten Yochk’o Seffer und dem Schlagzeuger Jean-My Truong, das zunächst von John Coltrane beeinflusste Musik spielte und eine der zentralen französischen Free-Jazz-Formationen wurde.
Kessler orientierte sich Ende der 1960er Jahre, beeinflusst auch durch die Musik von Iannis Xenakis, Luciano Berio, Karlheinz Stockhausen und Mauricio Kagel, am Free Jazz. Sein erstes Trio-Album mit Barre Phillips und Steve McCall („Live at the Gill´s Club“, dem bevorzugten Spielort des Trios) erschien 1969. Er spielte auch mit Hervé Bourde, im Duo mit dem Saxophonisten Daunik Lazro, mit der Sängerin Kirsti Alho und mit dem Sänger Gilles Elbaz, dessen langjähriger Begleiter er war. Entscheidend für ihn war seine Begegnung mit Archie Shepp in den 1970er Jahren, den er über ein Jahrzehnt begleitete (Aufnahmen z. B. „Paris Concert“ 1977, „Live at the Totem“ 1979). Zuletzt nahmen sie 2005 das Duoalbum First Take auf.
In den 1980er Jahren spielte er im „Kaztrio“ (mit dem Schlagzeuger Jean-Pierre Arnaud und dem Bassisten Michel Zenino). Mit dem Schlagzeuger und Perkussionisten Michel Bachevalier nahm er das Album „Catamaran“ auf, ein Hinweis auf seine Leidenschaft für das Segeln. Im Bereich des Jazz war er laut Tom Lord zwischen 1969 und 2003 an 74 Aufnahmesessions beteiligt.
Die letzten 20 Jahre seines Lebens lebte er zwischen Tourneen auf einem Segelboot in Südfrankreich. 1985 errang er in Frankreich Aufmerksamkeit durch „Nam“, einer Inszenierung aus Musik (Kessler), Tanz (seine damalige Freundin Maroussia Vossen) und Bildhauerei (René Lunel).
Kesslers Interesse war jedoch nicht nur auf den Free Jazz beschränkt; er war kurzzeitig auch an Pierre Courbois’ Rockjazzgruppe Association P.C. beteiligt und begleitete z. B. auch Joe Henderson, Dexter Gordon und Slide Hampton.
Im Januar 2007 wurde seine Leiche im Wasser des Hafens von La Grande Motte treibend gefunden. Todesursache war Ertrinken (Suizid). Über ihn wurden in Frankreich zwei Dokumentarfilme gedreht („A Love Secret“ 2002 von Christine Baudillon, „L'île du jazz“ von Frank Cassenti 2006 für Arte).

## Diskographische Hinweise
- Jean-Jacques Avenel, Siegfried Kessle & Daunik Lazro: Ecstatic Jazz: Crypte de Franciscains Béziers, 12. février 1982 (2023)